# Gideon Levy (Nederlands journalist)
Gideon Levy (1969) is een Nederlands filmmaker en producent.
Levy studeerde Sociale Geografie (BA) en Internationale Economische Betrekkingen (MA) aan de Universiteit van Amsterdam. Na zijn studie werkte hij enige jaren voor de actualiteitenrubrieken van de VPRO en had enkele jaren, samen met collega Bahram Sadeghi een eigen programma, Levy en Sadeghi. Ook vormden ze samen twee seizoenen een duo voor het item De Jakhalzen in het programma De Wereld Draait Door.

## Documentaires van Gideon Levy voor de AVRO
In 2011 maakte Levy diverse spraakmakende documentaires voor de AVRO zoals:
- Levy: De slag om ons voedsel[3] o.a. over de stijging van de wereldmarktprijzen.
- Levy: De slag om ons voedsel 2[4] o.a. over genetisch gemodificeerd voedsel.
- Levy: Lang leve de Tour deel 1[5][6] over doping in de wielersport
- Levy: Lang leve de Tour deel 2[7] over doping in de wielersport
- LEVY en de bonus in crisistijd 1[8] over de bonuscultuur bij banken.
- LEVY en de bonus in crisistijd 1[9] over de bonuscultuur bij banken.
- LEVY: Slikken of stikken[10]

In 2010 maakte Levy voor de Joodse Omroep het programma Israël: tussen droom en werkelijkheid.
Samen met producent BlazHoffski van Dan Blazer en Erik van der Hoff maakte Levy de documentaire Lockerbie Revisited waarin wordt teruggekeken op de onderzoeken van CIA en de FBI naar de Lockerbie-aanslag, de bomaanslag op vlucht 103 van Pan Am boven de Schotse plaats Lockerbie. Hiervoor wonnen ze de prestigieuze Prix Europe. Het succes van de film en het winnen van deze prijs deden Levy en BlazHoffski besluiten om een exclusieve samenwerking aan te gaan.
In 2012 was bij de AVRO de zesdelige serie Levy & de Laatste Nazi's te zien, waarin Levy op zoek ging naar Nederlandse nazi's uit de Tweede Wereldoorlog die in vrijheid in Duitsland leefden. Een van hen, Klaas Carel Faber, overleed tijdens de productie van de serie. Levy & de Laatste Nazi's had als gevolg dat de Duitse justitie alsnog onderzoek ging instellen naar het oorlogsverleden van voormalig SD'er Siert Bruins, op dat moment 91 jaar en woonachtig in Breckerfeld (Noordrijn-Westfalen).